# Colt M1909

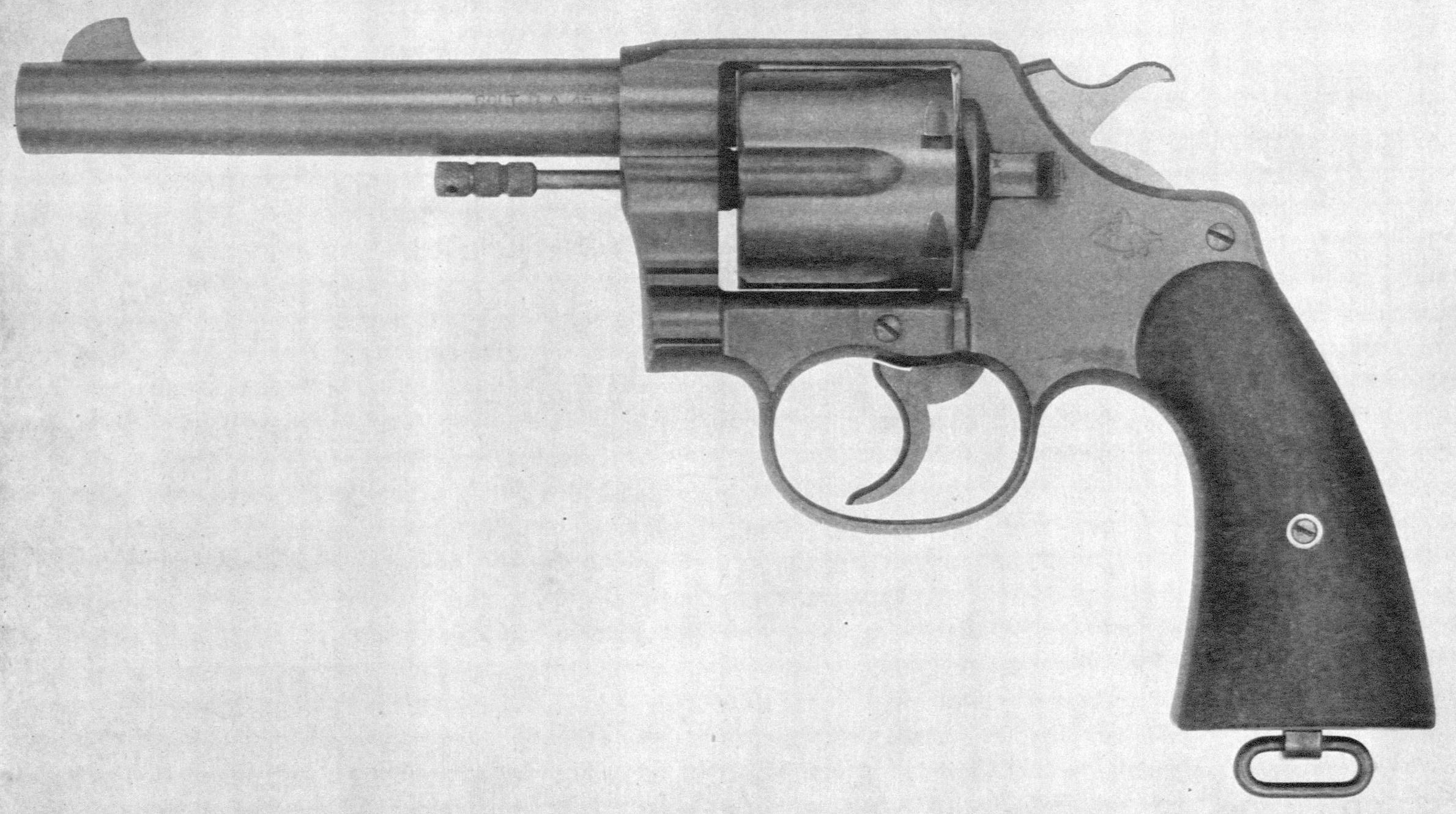
Le Colt M1909 fut en service dans les armées américaine et canadienne en 1914-1918.

L'US Army utilisa le Colt New Service sous le nom de Colt M1909  de 1909 à 1918. La munition du Colt New Army & Navy 1892 (.38 Long Colt) ayant été jugé trop faible lors de la Révolte des Moros.

## Données techniques Colt M1909
- Munition : .45 Colt
- Canon : 14 cm
- Longueur : 26 cm
- Masse à vide : 1,14 kg
- Barillet : 6 cartouches

## Sources francophones
- Y.L. Cadiou, Les Colt (2): les revolvers à  cartouches métalliques, Éditions du Portail, 1993
- Gérard Henrotin, Colt New Service Revolver Explained, livre téléchargeable - HLebooks 2008